# Pârâul Negru, Moldova
Pârâul Negru (cunoscut și cu munele Pârâul Negrei sau Pârâul Negrii) este un curs de apă, afluent al râului Moldova.

## Hărți
- Harta județului Suceava
- Harta Obcinele Bucovinene  Arhivat în 30 iulie 2009, la Wayback Machine.